# Илорский храм
Илорская церковь святого Георгия (груз. ილორის წმინდა გიორგის ეკლესია) — христианский храм в Абхазии, в Очамчырском районе частично признанной Республики Абхазия, согласно административному делению Грузии — в Очамчирском муниципалитете Абхазской Автономной Республики, в селе Илори; образец грузинской архитектуры XI века. Комплекс Илорской церкви составляют само здание церкви и подсобные строения. Территория обнесена булыжной оградой, над воротами имеется колокольня.

## История
Илорская церковь является одним из наиболее значимых образцов западногрузинской архитектуры. За долгие века её здание неоднократно подвергалось реставрациям и реконструкциям. В частности, в XVII веке церковь была восстановлена мегрельским князем Леваном II Дадиани, а в XIX веке вновь отреставрирована владетелями мегрельского княжества в Одиши. Илорская церковь описана у множества западных и грузинских исследователей и миссионеров — так, согласно историку XVIII века Вахушти Багратиони, «Есть Илорская церковь Св. Гиоргия… Есть церковь бескупольная, маленькая, богатая и украшенная …». Илорскую церковь в своих работах упоминают Жан Шарден, Дюбуа де Монпере, Мари Броссе, А. Павлинов, Д. Бакрадзе и многие другие. В XX веке архитектура Илорской церкви была изучена абхазским искусствоведом А. Кация, который посвятил этому вопросу кандидатскую диссертацию и монографию, назвав храм образцом грузинского зодчества XI века.
По состоянию на 2022 год храм фактически управляется Абхазской православной церковью, ведутся регулярные богослужения, организовано посещение паломниками и туристами.

## Нарушение аутентичности
Грузия неоднократно поднимала вопрос о сохранении и защите исторических культурных ценностей, в том числе и Илорского храма, на неподконтрольной Грузии территории Абхазии. Проведенные в храме в последние годы реставрационные работы, привели в конце 2010 года к конфликту между грузинской и абхазской сторонами. По мнению грузинской стороны, в результате работ была утрачена аутентичность исторического памятника, уничтожено «своеобразие грузинской традиционной архитектуры из-за передела храма на русский манер». Министерство иностранных дел Грузии в своем заявлении охарактеризовало проведённые работы как вандализм, призвав международное сообщество, ЮНЕСКО и международные организации «остановить целенаправленное уничтожение грузинского культурного и исторического наследия на оккупированных территориях Грузии».
Как утверждается в грузинских источниках, в ходе реставрации здание церкви подверглось существенным изменениям:
- над изначально бескупольным однонефным строением возведён купол, характерный для русского церковного зодчества;
- перекрашен в белый цвет фасад, оштукатурена восточная стена сооружения, на которой ранее по-грузински были выполнены пять лапидарных надписей, содержавших сведения из ранней истории Илорской церкви; арки церкви выкрашены в красный цвет, добавлены не характерные для грузинского зодчества рельефные элементы;
- во внутреннем пространстве храма стёрта и забелена сохранившаяся фресковая роспись[3].

Судя по сообщениям СМИ, абхазская сторона не отрицает того, что в ходе реставрации внешний вид храма претерпел изменения, однако как представители Абхазской православной церкви, так и официальные лица отрицают нанесение храму непоправимого ущерба.
22 февраля 2011 года, в рамках 25-й грузино-абхазской встречи по предотвращению инцидентов и механизмам реагирования на них, грузинская сторона поднимала вопрос о допуске к Илорскому храму, но получила отказ от абхазской стороны.
В марте 2011 года, на 15-м раунде Женевских дискуссий по безопасности и стабильности в Закавказье абхазская сторона представила фотоматериалы о состоянии Илорского храма до реставрации и после неё.

## Прочие сведения
23 ноября 2009 года, в честь Дня Святого Георгия, Национальный банк Грузии выпустил коллекционные монеты с изображением Илорского храма, номиналом в 10 лари. Вес монет составляет 28,28 г, диаметр — 38.61 мм, тираж — 1500 экземпляров. Создателями монет стали Мамука Гонгадзе (реверс) и Темур Апхадзе (аверс).
6 декабря 2010 года Национальный банк Республики Абхазия в серии «Исторические памятники Абхазии» выпустил коллекционную монету с изображением Илорского храма (Елырский храм Св. Георгия), номиналом в 10 апсаров. Вес монеты составляет 33,94±0,31 г, диаметр — 39 мм, тираж — 1000 экземпляров. Художник Батал Джапуа.

## Галерея 2021 года
- Илорская церковь в сентябре 2021
- Фасад и врата церкви
- Колокольня
- Вход с южной стороны
- Внутренний интерьер храма
- Чудо Илора — кровоточащая икона Божьей матери в иконостасе алтаря